# Frankfurt 21
Frankfurt 21 war ein im Jahr 1996 vorgestelltes Projekt der Deutschen Bahn zum Umbau des Bahnknotens Frankfurt am Main; 2001 wurden die Planungen wegen einer fehlenden Finanzierung zurückgestellt. Aus den Planungen ging das Nachfolgeprojekt FrankfurtRheinMain plus hervor. Der nach Westen ausgerichtete oberirdische Kopfbahnhof sollte im Rahmen des Projekts durch einen in Ost-West-Richtung verlaufenden Durchgangsbahnhof in Tieflage ersetzt werden. Die Frankfurter Gleisanlagen sind bis zu etwa 230 m breit. Der ehemalige Güterbahnhof, der in das Projekt ebenfalls einbezogen wurde, war 230 bis 300 m breit. Das Projekt war eines von einer Reihe von Bahnhof-21-Projekten, die Ende der 1990er Jahre von der Deutschen Bahn geplant wurden.

## Konzept
Der erste, als „Planungsvision Frankfurt 21“ bezeichnete Entwurf Meinhard von Gerkans von Mitte 1996 sah vor, sechs Bahnsteige etwa 20 m unterhalb des Straßenniveaus zu legen. Dazwischen waren zwei Zwischenebenen auf −6 bzw. −12 m vorgesehen. Die Bahnanlage sollte sechs Mittelbahnsteige (zwölf Gleise) für Fern- und Regionalverkehr umfassen. Die Station sollte nach oben offen gehalten und die denkmalgeschützten Gebäudeteile des Hauptbahnhofs, einschließlich des dreischiffigen Dachs, erhalten werden. Die Tiefe der Anlage wurde dabei durch andere Verkehrswege bestimmt. Das historische Glasdach sollte erhalten und dessen Fundamente zunächst mit Bohrpfählen abgestützt werden, um anschließend die Bahnsteighalle abzusenken. Die Träger sollten auf Viadukten aus Stahlbeton ruhen, die auf einige der Bahnsteige herunterreichen sollten.
Der Hauptbahnhof sollte über einen zweiröhrigen, insgesamt viergleisigen Tunnel mit dem Ostbahnhof verbunden werden. Er sollte dort mit den nord- und südmainischen Strecken Richtung Hanau verbunden werden. Die Tunnelröhren sollten in einer Tiefe von rund 50 Metern verlaufen, um die Gründungen von Hochhäusern und Schächten der U-Bahn Frankfurt zu unterfahren. Der Entwurf sah eine Tunneltrasse vor, die vom Ostbahnhof über die Großmarkthalle verlaufen wäre, um anschließend den Main zu unterqueren. Im weiteren Verlauf hätte die Röhre die Kurt-Schumacher-Straße bei der Alten Brücke unterquert, entlang des Mainufers bis zum Willy-Brandt-Platz zur Kaiserstraße verlaufen, um anschließend den Hauptbahnhof zu erreichen. Der Tunnel sollte im Gleisvorfeld des Hauptbahnhofs, westlich der Camberger Brücke, enden. Anfang 1999 waren dann vier eingleisige Röhren vorgesehen. Auf dem Gelände des Hauptbahnhofs sollten die Tunnel aus wirtschaftlichen Gründen in gedeckelter Halbtieflage erstellt und auf dem Bahngelände ein zentraler Park angelegt werden. Die Trassen der Linien U4 und U5 der U-Bahn Frankfurt hätten im Bereich des Hauptbahnhofs verlegt werden müssen.
Die beiden Mittelbahnsteige der S-Bahn-Station am Hauptbahnhof sollten in ihrer bestehenden unterirdischen Lage unmittelbar nördlich der Fern- und Regionalbahngleise erhalten bleiben. Auch die S-Bahn-Strecken Richtung Westen und Nordwesten sollten erhalten bleiben.
Auf den freiwerdenden Gleisanlagen des Hauptbahnhofs sollte ein drei Kilometer langer und 180 m breiter Park mit verdichteter Randbebauung entstehen. Auf den Gleisanlagen des Güterbahnhofs war ein „Messeboulevard“ vorgesehen.
Das von Gerkan, Marg und Partner erstellte Konzept versuchte, die Ost-West-Verbindung der Lösung von Speck (1984) mit den größeren Flächengewinnen des Bohm-Entwurfs von 1989 zu verbinden. Das Konzept sollte ohne Bundesmittel verwirklicht werden. Die Realisierung war zunächst bis zum Jahr 2010 vorgesehen. Die geplante Bauzeit wurde Ende der 1990er Jahre mit etwa zehn Jahren angegeben. Eine andere Quelle nennt eine Bauzeit von 6 bis 7 Jahren.
Im Generalverkehrsplan 2000 des Umlandverbands Frankfurt waren folgende wesentliche Maßnahmen vorgesehen:
- Die Umwandlung des Hauptbahnhofs in einen etwa 15 Meter unter der Oberfläche liegenden Durchgangsbahnhof in Ost-West-Richtung[8] mit 12 statt 25 Gleisen. Das denkmalgeschützte Bahnhofsgebäude hätte weiterhin als Zugang zu den Gleisen gedient. Eine Glasdeckenkonstruktion sollte Tageslicht auf die Bahnsteige werfen.
- Der Bau von vier ca. 4,5 Kilometer langen Tunnelröhren von diesem Tiefbahnhof aus nach Osten, die weitgehend unter dem Flussbett des Main verlaufen sollten, von denen je zwei am Frankfurter Ostbahnhof in die Frankfurt-Hanauer Eisenbahn bzw. über den Offenbacher Hauptbahnhof in die Bebraer Bahn münden sollten.
- Dabei wäre der Bahnhof Offenbach Ost zu einem für Offenbach zentralen Umsteigebahnhof zwischen Lokal- und Regionalverkehr mit Fernverkehrshalten aufgewertet worden, während am Offenbacher Hauptbahnhof nur noch Regionalzüge halten würden. Die S-Bahn-Linien umfahren den Offenbacher Hauptbahnhof durch die Innenstadt und kommen erst in Offenbach-Ost wieder mit den Fernbahnstrecken in Berührung.
- Die Main-Weser-Bahn von Gießen her wäre nicht mehr über den Frankfurter Westbahnhof von Westen zum Frankfurter Hauptbahnhof, sondern über einen neu zu bauenden Abzweig von Karben östlich an Frankfurt vorbei etwa in der Höhe des Bahnhof Frankfurt-Mainkur auf die Frankfurt-Hanauer Eisenbahn in Richtung Ostbahnhof eingeführt worden.
- Die Anbindung Richtung Süden sollte weiterhin über die beiden bestehenden Mainbrücken erfolgen, die Verbindungskurve Ffm-Louisa jedoch zweigleisig ausgebaut werden.[8]

Der gesamte Verkehr mainabwärts nach Mainz und Wiesbaden, in den Vordertaunus und ins Rheintal wäre über die bisherigen oberirdischen Zuläufe von Westen her in den Hauptbahnhof eingetaucht, der gesamte Verkehr aus östlicher und nordöstlicher Richtung durch die Tunnel vom Ostbahnhof bzw. Offenbach her.
Die Pläne sahen vor, insgesamt 62 Hektar Flächen von Bahnanlagen freizumachen und damit der Stadtentwicklung zur Verfügung zu stellen. Im Hochhaus-Rahmenplan der Stadt Frankfurt wurden auf dem freiwerdenden Gelände Wolkenkratzer-Standorte vorgesehen. Damit seien einige Grundstücke aufgewertet worden, sodass ihr Verkauf einen Beitrag zur Finanzierung von Frankfurt 21 geleistet hätte. Auf dem dann frei werdenden Gleisvorfeld sollte ein neues Stadtviertel namens Parkviertel mit sechs Hochhäusern, weiteren Wohn- und Büroimmobilien sowie einem Park errichtet werden.

## Geschichte

### Hintergrund
Durch einseitige Zuführung müssen Züge von der anderen Stadtseite im Bahnknoten Frankfurt am Main Mehrwege von 3 bis 11 km zurücklegen. Bereits um 1850 wurde eine oberirdische Durchmesserlinie durch die Stadt vorgeschlagen, jedoch abgelehnt. Eine erste unterirdische Lösung für den Nahverkehr wurde 1948 vorgeschlagen, jedoch aufgrund technischer Probleme (hoher Grundwasserstand) und hoher Kosten wieder verworfen.

### Vorgängerprojekte

#### Entwurf von Speck (1984)
Im Oktober 1984 schlug der Eisenbahn-Ingenieur Georg Speck an der Technischen Hochschule Darmstadt mit Unterstützung von Professor Mühlhans in einer Ausarbeitung vor, am Frankfurter Hauptbahnhof einen Durchgangsbahnhof für den Fernverkehr einzurichten. Ähnlich der ab dem Jahr 1961 für den Nahverkehr konzipierten Verbindungsbahn der S-Bahn und im Lichte des in den 1970er Jahren gereiften Neubaustrecken-Programms schlug der Verfasser vor, einen Durchgangsbahnhof mit vier 425 m langen Bahnsteigkanten 22 m unter den Gleisen 4–9 des Hauptbahnhofs anzulegen. Er sollte mit einem etwa 6 km langen, zweigleisigen und mit bis zu 160 km/h befahrbaren Tunnel mit dem Ostbahnhof verbunden werden. Im Osten sollte die nordmainische Strecke aus Hanau und die Main-Weser-Bahn aus Gießen angeschlossen werden. Im Westen sollte über eine viergleisige und etwa 13 Promille steile Rampe die Strecken von der Niederräder Brücke (Mainbahn Richtung Mainz, Mannheim, Flughafen), von der Taunus-Eisenbahn aus Richtung Höchst (Wiesbaden, Limburg) und von der Main-Neckar-Bahn angeschlossen werden. In Tagesrandlage und nachts sollte auch Güterverkehr durch den Tunnel geführt werden.
Mit dem Konzept sollten Reisezeiten verkürzt, Transportkosten reduziert und der Knoten für die Bewältigung eines zunehmenden Personenfernverkehrs ertüchtigt werden. Durch den Entfall des Lokwechsels und kürzere Fahrzeiten sollten im Durchgangsverkehr etwa 10 Minuten eingespart werden. In Verbindung mit der S-Bahn sollten die südlichen Gleise 1 bis 9 des Hauptbahnhofs entbehrlich werden und damit eine Fläche von etwa 8,5 Hektar von Bahnanlagen freigemacht werden. Für den Anschluss der aus Richtung Darmstadt kommenden Main-Neckar-Bahn sollte zwischen Neu-Isenburg und Niederrad eine weitgehend unterirdische Verbindungsstrecke entstehen, um Züge von Darmstadt von Westen in den Hauptbahnhof einführen zu können. Zum Preisstand von 1982 wurden Kosten von 2,23 Milliarden DM ermittelt, denen ein betriebswirtschaftlicher Ertrag von 3,18 Milliarden DM gegenübergestanden sei. Der volkswirtschaftliche Nutzen-Kosten-Faktor wurde mit 1,83 angegeben.
Laut Angaben des Verfassers sei der Vorschlag von der Stadt Frankfurt, dem Land Hessen und dem Umlandverband Frankfurt begrüßt worden. Die Deutsche Bundesbahn habe die Aussagen zur Wirtschaftlichkeit dagegen bezweifelt und sich zurückhaltend gezeigt, die Vorschläge in ergänzenden Gutachten konkretisiert. Dies sei später die Grundlage für das Projekt Frankfurt 21 geworden. In Studien- und Diplomarbeiten an der Technischen Hochschule Darmstadt wurde auch die Verlegung des Rangier- und des Hauptgüterbahnhofs sowie die städtebauliche Nutzung der frei werdenden Flächen untersucht.
1991 wurde das Konzept von der Deutschen Bundesbahn aufgrund hoher Kosten (geschätzte 1,5 bis 2 Milliarden D-Mark) nicht mehr weiter verfolgt. Die Stadt Frankfurt stand dieser Entscheidung skeptisch gegenüber und fürchtete langfristig starke Einbußen ihrer Einbindung an das Hochgeschwindigkeitsnetz.

#### Entwurf von Bohm (1990)
Der Stuttgarter Ingenieur Hansjoerg Bohm, der zusammen mit zwei Kollegen im Oktober 1990 ein städtebauliches Konzept ähnlich dem späteren Stuttgart 21 vorgestellt hatte, wurde 1990 von der Stadt Frankfurt beauftragt, die Möglichkeit eines Durchgangsbahnhofs in Frankfurt zu untersuchen. Im September 1990 wurde der Vorschlag vom Vorstand der Deutschen Bundesbahn in einem Schreiben an den damaligen Frankfurter Oberbürgermeister Volker Hauff abgelehnt. Die Bundesbahn wolle Tunnelvarianten ausgrenzen, die von vornherein ungeeignet erscheinen, eisenbahntechnischen Zielsetzungen zu genügen. Stattdessen wolle sie den Vorschlag eines Ost-West-Tunnels nun intensiver verfolgen. Daraufhin wurde bei der Bundesbahndirektion dafür eine Projektgruppe eingerichtet, die in ihrem Abschlussbericht 1991 das Projekt empfahl. Es habe deutliche Vorteile gegenüber einer rein oberirdischen Lösung.

### Planung
Am 17. Juni 1996 stellten Bahnchef Heinz Dürr, der hessische Ministerpräsident Hans Eichel und die Frankfurter Oberbürgermeisterin Petra Roth die Projektidee eines zwölfgleisigen Durchgangsbahnhofs an Stelle des bestehenden Kopfbahnhofs offiziell vor. Der Großteil der geschätzten Projektkosten von vier bis fünf Milliarden D-Mark sollte durch den Verkauf von 138 Hektar Flächen (ca. 70,8 ha am Güterbahnhof und etwa 67,5 ha am Hauptbahnhof) finanziert werden. Ein erstes architektonisches Konzept sah vor, die bestehende Bahnhofshalle weitgehend zu erhalten und an Stelle der bisherigen Gleisanlagen einen großen, bis zu 150 m breiten Park zu errichten. Die 22 m tief liegenden Gleisanlagen sollten seitlich von dreistöckigen, viaduktähnlichen Galerien eingefasst werden. Dürr bezeichnete das Projekt dabei als „eine schöne Vision“, die allerdings noch kein mit Zahlen untermauertes Konzept sei. Bahn, Land und Stadt gaben am gleichen Tag eine Machbarkeitsstudie offiziell in Auftrag, die von der Bahn zu 60 Prozent und von Stadt und Land mit je 20 Prozent finanziert wurde. Die geschätzten Kosten lagen bei etwa einer Million DM. Drei Tage später wurde in München das Projekt München 21 vorgestellt.
Ende 1997 kam ein Zwischenbericht einer Kommission zu dem Schluss, dass das Projekt technisch machbar sei. Als schwierig erwies sich die Finanzierung, die ursprünglich durch den Verkauf ungenutzter Bahngrundstücke erfolgen sollte. Da die zum Verkauf vorgesehenen Grundstücke teilweise dem Bundeseisenbahnvermögen gehörten, schied deren Verkauf zu Gunsten des Frankfurt-21-Projekts aus. Auch einkalkulierte Mehrerlöse durch kürzere Reisezeiten durch den Tunnel und Durchgangsbahnhof schmolzen zunehmend zusammen.
Eine Verkehrsprognose von 1998 erwartete für das Jahr 2010 am umgebauten Hauptbahnhof täglich rund 60.000 ein- und aussteigende Fernreisende. Weitere rund 34.000 Reisende wurden für den zweiten Frankfurter Fernbahnhof, am Flughafen, erwartet. Am Hauptbahnhof sollten im Fernverkehr (ICE, IC, IR) je 7 Linien durchgebunden verkehren und 7 im Frankfurter Hauptbahnhof beginnen bzw. enden. Jeden Werktag waren rund 200 Abfahrten im Fernverkehr geplant.
Am 16. September 1998 beschloss die hessische Landesregierung, sich mit 740 Millionen D-Mark an dem Projekt zu beteiligen. Nachdem der Vorstand der Deutschen Bahn, entgegen entsprechenden Erwartungen, die Finanzierung des Projekts nicht vor der Bundestagswahl Ende September 1998 billigte, kam das Projekt ins Stocken. Nach Medienberichten kam es zu Meinungsverschiedenheiten bei der Finanzierung des Projekts, da die Deutsche Bahn die erwarteten Immobilienerlöse vorsichtiger bewertete und somit ein höherer Eigenanteil durch das Unternehmen zu tragen wäre. Die Hessische Landesregierung befürchtete, bei einem Scheitern des Projektes könnten sich Verkehre von Frankfurt Richtung Süden verlagern.
Der Vorstand der Deutschen Bahn fällte Anfang Dezember 1998 den Beschluss, die Arbeiten an Frankfurt 21 fortzusetzen. Zur Finanzierung des damals mit 2,9 Milliarden D-Mark angesetzten Projekts sollte eine Rahmenvereinbarung zwischen Deutscher Bahn, Bundesregierung, dem Land Hessen, der Stadt Frankfurt am Main sowie dem Rhein-Main-Verkehrsverbund (RMV) geschlossen werden. Am 11. Dezember 1998 beschloss der Magistrat der Stadt Frankfurt, sich an dem Projekt mit 120 Millionen D-Mark zu beteiligen. Zu diesem Zeitpunkt stand eine Entscheidung des Bundesverkehrsministeriums noch aus. Die Ergebnisse des Vorprojekts wurden dabei bis Ende 1999 erwartet. Im Fall der Realisierung wurde mit einem anschließenden Raumordnungs- und einem zwei- bis dreijährigen Planfeststellungsverfahren gerechnet. Der Baubeginn wurde für 2004 erwartet, die Inbetriebnahme für 2012. Im März 1999 sprach sich die Stadtverordnetenversammlung einstimmig für das Projekt aus.
Im Mai 1999 beauftragte die DB eine Wirtschaftsprüfungsgesellschaft, kurzfristig alle Optionen im Zusammenhang mit dem Projekt (sofortiger Bau bis völlige Aufgabe) zu bewerten. Neben Frankfurt 21 waren auch Stuttgart 21, die Mottgers-Spange und die Neubaustrecke Rhein/Main–Rhein/Neckar Teil des Prüfpakets. Im Spätsommer 1999 gehörte das Projekt zu jenen, die aufgrund von Sparzwängen des Bundes wahrscheinlich nicht realisiert werden sollten.
Am 3. Februar 2000 unterzeichneten Vertreter Hessens, der Stadt Frankfurt und der Deutschen Bahn eine Finanzierungsvereinbarung für das so genannte Vorprojekt. In dessen Rahmen sollten vertiefte Entscheidungsgrundlagen in technischer, finanzieller und wirtschaftlicher Hinsicht erarbeitet werden. Die Kosten in Höhe von fünf Millionen D-Mark sollten zu 60 Prozent von der Bahn und zu je 20 Prozent von Land und Stadt getragen werden. Unter anderem sollten die Verkehrsprognosen fortgeschrieben, die westliche Anbindung des Hauptbahnhofs genauer untersucht und der Innenstadttunnel optimiert werden. Die Ergebnisse des Vorprojekts sollten bis Ende 2000 vorliegen. Die Studie sollte bis Ende August 2000 abgeschlossen werden; mit der Entscheidung über das Projekt wurde für Ende 2000 gerechnet. Das Land Hessen drängte auf eine Entscheidung bis zum Jahresende, da mit dem Projekt der geplante Bau eines 3. und 4. Gleises nach Bad Vilbel unnötig geworden wäre, da Fernzüge mit dem geplanten Bahntunnel nicht mehr über die Main-Weser-Bahn geleitet worden wären. Im Zuge des Vorprojekts sollten die Projektkosten von geschätzten drei Milliarden DM möglichst noch um einen zwei- bis dreistelligen Millionenbetrag gesenkt werden.
Kritisiert wurden unter anderem hohe Kosten, der verkehrliche Nutzen und fehlende Ausblicke auf Frankfurt aus unterirdischen Verkehrsanlagen. Gegen das Vorhaben engagierte sich die Initiative Frankfurt 22.

### Zurückstellung
Am 20. September 2001 teilten Hessens Ministerpräsident Roland Koch, die Frankfurter Oberbürgermeisterin Petra Roth und Bahnchef Hartmut Mehdorn mit, das auf 1,5 Milliarden Euro geschätzte Projekt sei nicht finanzierbar und werde daher zurückgestellt. Die Planungen für den Umbau des Hauptbahnhofs in einen unterirdischen Durchgangsbahnhof sollten jedoch fortgeführt werden. Bis zum Jahr 2010 sollten mit Investitionen von rund 800 Millionen Euro Verbesserungen im Nah- und Fernverkehr umgesetzt werden. Unter anderem war Ausbau der S-Bahn nach Bad Vilbel, der Ausbau der S-Bahn nach Hanau sowie die S-Bahn nach Riedstadt geplant. Zudem sollten die Ströme des Fern-, Regional- und Güterverkehrs entflochten und der Frankfurter Hauptbahnhof umgebaut werden. Im Jahr 2005 sollte erneut über das Vorhaben entschieden werden.
Eine schwache Marktentwicklung auf dem Immobilienmarkt sowie Schwierigkeiten bei der Nutzung des freigewordenen Güterbahnhofsgeländes ließen die Erlöserwarten des Finanzierungsbeitrags aus Grundstückserlösen später zu hoch erscheinen.
Laut Angaben der Deutschen Bahn von 2006 sei das Projekt finanziell nicht darstellbar.
Ein ähnliches Konzept wird mit dem Projekt Stuttgart 21 für Stuttgart ab 2010 mit Fertigstellung im Jahr 2027  umgesetzt. Im Rahmen der geplanten Modernisierung des Münchner Hauptbahnhofs sollte die Umwandlung der Station in einen gemischten Kopf- und Durchgangsbahnhof (projektiert als München 21) realisiert werden, dies wurde aber auch aus Kostengründen aufgegeben.

### Nachfolgeprojekte
Mitte April 2001 schlug der hessische Verkehrsminister Dieter Posch unter dem Titel Frankfurt 2010 ein Zehn-Punkte-Programm vor, das noch vor Frankfurt 21 realisiert werden sollte. Im Rahmen eines Zehn-Punkte-Plans für 1,6 Milliarden D-Mark, der Hälfte der damals für Frankfurt 21 vorgeschlagenen Investitionssumme, sollte ein ähnlicher Verkehrsnutzen erreicht werden. Zur Begründung führte er an, die Kapazitätsengpässe im Knoten Frankfurt seien derart gravierend, dass die im Rahmen von Frankfurt 21 (damals für frühestens 2015) vorgesehenen Maßnahmen nicht rechtzeitig fertiggestellt werden könnten. Kritiker bemängelten, dass mit dem Projekt Frankfurt 21 verzögert oder verhindert werden könnte. Nachdem das Projekt Frankfurt 21 gescheitert war, wurde 2003 das Konzept RheinMainplus vorgestellt, das zahlreiche Maßnahmen zur Verbesserung des Schienenverkehrs im Rhein-Main-Gebiet vorsieht. Das Konzept wurde später in FrankfurtRheinMainplus umbenannt.
2015 waren im Bereich der S-Bahn der Bau der Nordmainischen S-Bahn, eigene Gleise nach Friedberg, ein Ausbau der Tunnelstammstrecke, ein Qualitätspaket S-Bahn und die Station Gateway Gardens geplant. Als weitere Maßnahme ist unter anderem die Regionaltangente West zur westlichen Umfahrung der Frankfurter Innenstadt geplant. Für Fern- und Regionalverkehr bedeutend ist die angestrebte deutliche Leistungssteigerung des Kopfbahnhofs und seiner Zulaufstrecken durch einen viergleisigen Ausbau zwischen Main-Neckar-Brücke und Südbahnhof, Umgestaltung des Hauptbahnhofsvorfelds zur niveaufreien Führung des Fernverkehrs von/nach Südbahnhof und Stadion auf den südlichen Gleisen 1 bis 6, sowie der sechsgleisige Ausbau zwischen Abzweig Gutleuthof und Bahnhof Stadion mit einer dritten Niederräder Mainbrücke.
Im November 2018 wurde der 7 km lange, zweigleisige Fernbahntunnel Frankfurt am Main überraschend in den vordringlichen Bedarf des Bundesverkehrswegeplans 2030 aufgenommen. Dabei würde Frankfurt Hauptbahnhof für einen Teil des Fernverkehrs zum Durchgangsbahnhof.
Im Zuge von FrankfurtRheinMain plus sind derzeit (Stand 2023) insgesamt 19 Bauprojekte geplant, die sich über ganz Hessen verteilen.